# Piedra de Bath
La piedra de Bath (Bath stone) es la caliza oolítica que se encuentra en muchos lugares del sudoeste de Inglaterra, en particular cerca de Bath, de donde proviene su nombre. De granos medios o finos, su color varía de gris a crema. La piedra de Bath ha sido utilizada ampliamente desde la ocupación romana de Britania y fue especialmente popular en la arquitectura eclesiástica inglesa de los siglos XIII, XIV y XV.

## Formación geológica
Bath Stone es una piedra caliza oolítica que comprende fragmentos granulares de carbonato de calcio depositados durante el Período Jurásico (hace 195 a 135 millones de años) cuando la región que ahora es Bath estaba bajo un mar poco profundo. Se depositaron capas de sedimento marino y los granos esféricos individuales se recubrieron con cal a medida que rodaban alrededor del lecho marino, formando la serie de rocas Bathonian. Bajo el microscopio, estos granos u oolitos ( piedras de huevo ) son rocas sedimentarias formadas a partir de ooides : granos esféricos compuestos por capas concéntricas. Ese nombre deriva del Hellenic palabra òoion de huevo. Estrictamente, los oolitos consisten en ooides de 0,25 a 2 mm de diámetro. Las rocas compuestas por ooides mayores de 2 mm se denominan pisolitas. Con frecuencia contienen fragmentos diminutos de conchas o rocas y, a veces, incluso esqueletos de vida marina en descomposición. La piedra de baño fue tomada del Miembro Bath Oolite y el Miembro Combe Down de la Formación Chalfield Oolite, parte del Gran Grupo Oolite.

## Minas
Bath Stone se extrajo bajo tierra en las minas Combe Down y Bathampton Down, en Somerset; y como resultado del corte del túnel Box, en varios lugares de Wiltshire, incluidos Box y Corsham.
A principios del siglo XVIII, Ralph Allen promovió el uso de la piedra en Bath y demostró su potencial usándola para su propia mansión en Prior Park. Tras una oferta fallida para suministrar piedra a edificios en Londres, Allen quería un edificio que mostrara las propiedades de Bath Stone como material de construcción. Adquirió las canteras de piedra en las minas Combe Down y Bathampton Down. Hasta ahora, los albañiles de la cantera siempre habían labrado piedra toscamente proporcionando bloques de diferentes tamaños. La madera requería que los bloques de piedra fueran cortados con bordes nítidos y limpios para sus distintivas fachadas clásicas. La piedra de baño distintiva de color miel se utilizó para construir el georgianociudad. La piedra se extraía mediante el método de "habitación y pilar", mediante el cual se extraían las cámaras, dejando pilares de piedra para sostener el techo. Allen construyó una línea de ferrocarril desde su mina en Combe Down que llevó la piedra colina abajo, ahora conocida como Ralph Allen Drive, que corre junto a Prior Park, hasta un muelle que construyó en Bath Locks en Kennet y Avon Canal para transportar piedra a Londres.
En las minas del siglo XVIII en Budbury cerca de Bradford en Avon y Corsham, las minas fueron desarrolladas por las familias Methuen y Northey. La mina de Monkton Farleigh fue arrendada a canteros por la Diócesis de Salisbury .
La extracción subterránea de Bath Stone continúa en el área de Corsham , pero a menor escala que antes. Por ejemplo, Hanson Bath & Portland Stone, parte de HeidelbergCement Group, opera la cantera subterránea de Hartham Park en el distrito de Hudswell (al suroeste de Pickwick). Bath Stone Group opera la mina Stoke Hill.